# Schip naar India
Schip naar India (Zweeds: Skepp till Indialand) is een Zweedse dramafilm uit 1947 onder regie van Ingmar Bergman.

## Verhaal
De film speelt zich af op een bergingsschip. De gebochelde Johannes Blom wordt voortdurend vernederd door zijn vader Alexander Blom, de kapitein van het schip. Wanneer Alexander Blom de nachtclubzangeres Sally meeneemt naar zijn schip en Johannes verliefd wordt op haar, bereikt het conflict tussen vader en zoon een hoogtepunt.

## Rolverdeling
| Acteur            | Personage                 |
| ----------------- | ------------------------- |
| Birger Malmsten   | Johannes Blom             |
| Holger Löwenadler | Kapitein Alexander Blom   |
| Anna Lindahl      | Alice Blom                |
| Gertrud Fridh     | Sally                     |
| Naemi Briese      | Selma                     |
| Hjördis Petterson | Sofi                      |
| Lasse Krantz      | Hans                      |
| Jan Molander      | Bertil                    |
| Erik Hell         | Pekka                     |
| Åke Fridell       | Eigenaar van de nachtclub |